# 无为城隍庙
无为城隍庙位于安徽省芜湖市无为市，建于明洪武四年（1371年），康熙年间修葺，创建斗姆阁。乾隆四十四年（1779年）重修。嘉庆三年、四年修葺。原有正、后、左、右四殿，塑神鬼泥像数百，1933年无为人徐庭瑶军长带人砸毁庙中塑像，庙遂废。1934年县长戴端甫将城隍庙辟为民众教育馆。抗日战争期间曾为日伪县政府。1948年前后被毁，原址后建为无为县人民政府。